# Challenger de Phoenix 2022
El torneo Challenger de Phoenix 2022 fue un torneo de tenis perteneció al ATP Challenger Tour 2022 en la categoría Challenger 125. Se trató de la 2ª edición; el torneo tuvo lugar en la ciudad de Phoenix (Estados Unidos), desde el 14 hasta el 20 de marzo de 2022 sobre pista dura al aire libre.

## Jugadores participantes del cuadro de individuales
| Favorito | País                 | Jugador            | Rank1 | Posición en el torneo |
| -------- | -------------------- | ------------------ | ----- | --------------------- |
| 1        | Bandera de Francia   | Benoît Paire       | 53    | Segunda ronda         |
| 2        | Bandera de Italia    | Lorenzo Musetti    | 56    | Segunda ronda         |
| 3        | Bandera de Francia   | Arthur Rinderknech | 57    | Segunda ronda         |
| 4        | Bandera de Alemania  | Jan-Lennard Struff | 58    | Primera ronda         |
| 5        | Bandera de Argentina | Sebastián Báez     | 60    | Primera ronda         |
| 6        | Bandera de Francia   | Hugo Gaston        | 68    | Primera ronda         |
| 7        | Bandera de Finlandia | Emil Ruusuvuori    | 70    | Segunda ronda         |
| 8        | Bandera de Bélgica   | David Goffin       | 71    | Cuartos de final      |

- 1 Se ha tomado en cuenta el ranking del 7 de marzo de 2022.

### Otros participantes
Los siguientes jugadores recibieron una invitación (wild card), por lo tanto ingresan directamente al cuadro principal (WC):
- Christopher Eubanks
- Brandon Nakashima
- Jeffrey John Wolf

Los siguientes jugadores ingresan al cuadro principal tras disputar el cuadro clasificatorio (Q):
- Aleksandar Kovacevic
- Mitchell Krueger
- Mikhail Kukushkin
- Emilio Nava
- Max Purcell
- Gilles Simon

## Campeones

### Individual Masculino
- Denis Kudla derrotó en la final a  Daniel Altmaier, 2–6, 6–2, 6–3

### Dobles Masculino
- Treat Huey /  Denis Kudla derrotaron en la final a  Oscar Otte /  Jan-Lennard Struff, 7–6(10), 3–6, [10–6]